# 바바라 슬레이터
바바라 슬레이터(Barbara Slater, 1920년 12월 17일 ~ 1997년 10월 14일)는 미국의 배우, 영화배우이다.
뉴욕에서 태어났다.

## 영화
- 살인광 시대 (1947년)
- 블루 스카이스 (1946년)
- 아틀란틱 시티 (1944년)
- 해피 고 럭키 (1943년)
- 루이지아나 퍼처스 (1941년)